# 岂凡网络
深圳岂凡网络有限公司，简称岂凡网络，是一家总部位于中華人民共和國广东省深圳市南山区的電子遊戲開發商，主要開發網頁遊戲。

## 歷史
曹凯是遊戲開發商第七大道科技的創始人之一，2013年5月暢遊全資收購第七大道科技後，曹凯離開第七大道科技，並在不到一個月建立新遊戲開發公司岂凡网络，公司名稱「岂凡」源於曹凯名字中「凯」字拆開。岂凡网络初期位於深圳南山區研祥大厦，受限於競業協議，岂凡网络除曹凯外沒有一個成員來自第七大道科技，公司組建了40人的開發團隊。曹凯在第七大道主導開發出兩款成功的遊戲《彈彈堂》和《神曲》，是中國大陸網遊市場上最早突破單月營收一億人民幣的作品，這些經歷引起遊戲發行商關注和投資他新成立的公司岂凡网络。2014年當時中國大陸最大網頁遊戲發行商三七互娛投資岂凡网络，獲得其10%股份，兩者還合作成立「游戏创优孵化基金」，投資網頁遊戲和手機遊戲小型開發團隊。2015年，基石资本以1.43億人民幣投資岂凡网络。獲得投資後，岂凡网络也先後成立广州岂凡、上海岂凡、成都岂凡三家分公司。2016年岂凡网络首款遊戲《女武神》正式發佈，同年獲得《拳皇98UM》授權製作網頁遊戲。2017年，岂凡网络嘗試自建平台「VGAME游戏平台」。2018年，奇虎360和岂凡网络合作成立「360游戏艺术」，曹凯出任360游戏艺术首席執行官。